# Holder (American Football)

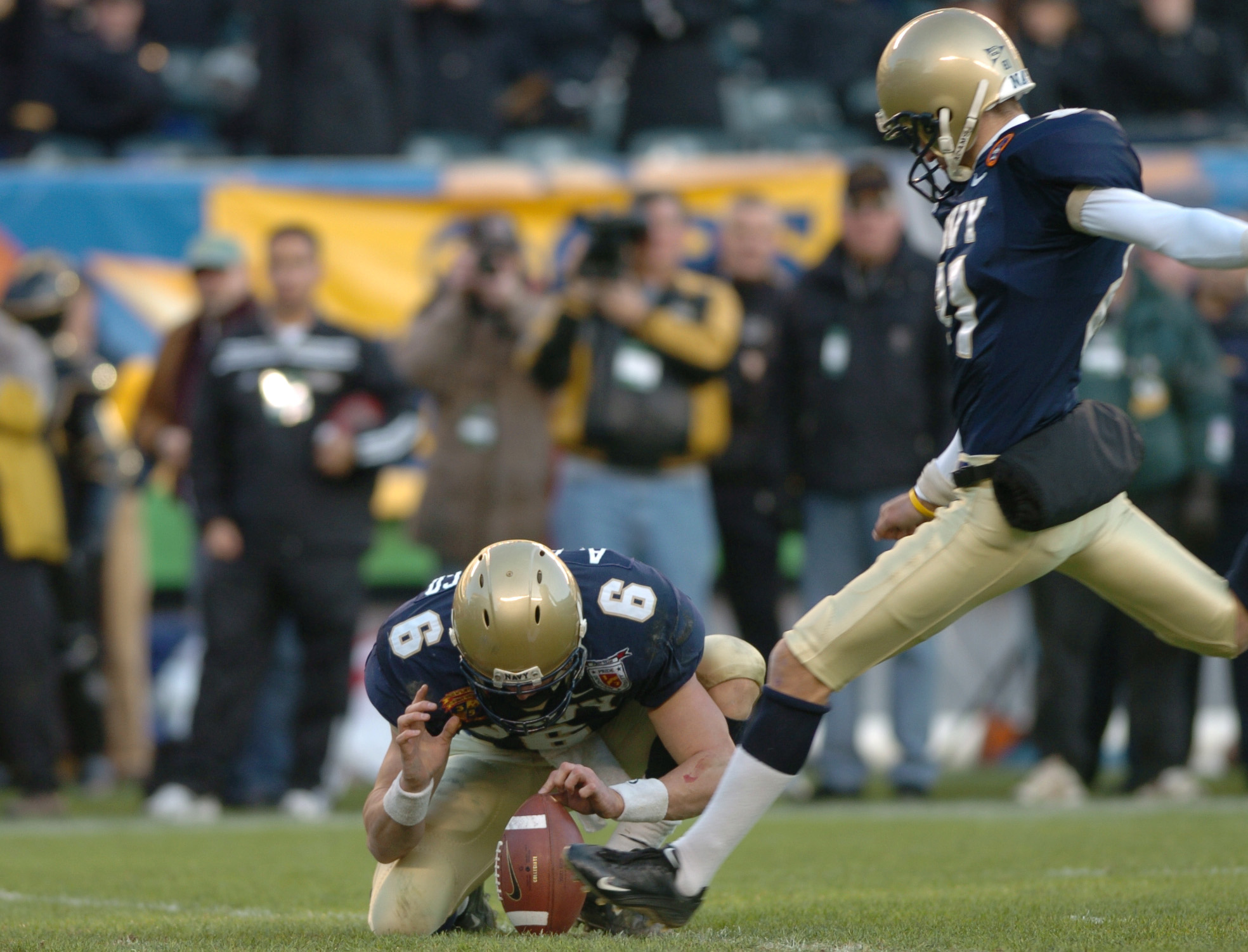
Der Holder (#6) hält den Ball bei einem Point-after-Touchdown-Versuch

Der Holder ist ein Spieler der Special Teams in einer American-Football- oder Canadian-Football-Mannschaft. Seine Aufgabe ist es bei einem Field-Goal- oder Point-after-Touchdown-Versuch den Ball nach Erhalt des Snaps für den Kicker gerade zu halten.

## Aufgabe
Der Holder stellt sich im Normalfall 7–8 Yards hinter der Line of Scrimmage auf.
Er kniet dabei mit einem Bein auf dem Boden. Nachdem der Long Snapper den Ball gesnappt hat, muss der Holder den Ball fangen und auf den Boden legen, meist mit der Spitze des Balles. Anschließend muss er ihn festhalten, damit der Kicker den Ball möglichst gut treffen kann.

## Positionsbeschreibung
Die wichtigste Fähigkeit eines Holders ist es, den Snap möglichst fehlerfrei annehmen zu können. Aus diesem Grund werden hauptsächlich Backup-Quarterbacks und Punter als Holder genutzt, da diese in ihrer regulären Position auch Snaps entgegennehmen. Zusätzlich sollten Holder schnell sein, da die gegnerische Defense heranstürmt, um den Ball zu blocken. Auch ein gutes Verständnis mit dem Kicker ist wichtig, da der Ball je nach Kicktechnik anders positioniert werden muss.

## Andere Tätigkeiten
Bei einem Fake-Field-Goal hat der Holder die Aufgabe den Ball nach Erhalt des Snaps zu passen oder mit dem Ball selbst zu laufen. Im College Football kann der Ball nur gepasst werden, da der Holder nach Erhalt des Snaps sich nicht mit dem Ball vom Boden erheben darf. In wenigen Fällen, etwa bei starkem Wind, muss der Holder den Ball auch beim Kickoff halten.

## Auszeichnung
Im College Football wird seit 2015 der Holder of the Year ausgezeichnet.